# نادي فلومينينسي
نادي فلومينينسي لكرة القدم (بالبرتغالية: Fluminense Football Club) هو نادٍ برازيلي محترف في كرة القدم، يقع مقره في مدينة ريو دي جانيرو. تأسس في عام 1902، ويُعد أقدم نادٍ لكرة القدم في ريو دي جانيرو، وينافس حاليًا في الدوري البرازيلي.
مُنذ ذلك الحين، تُوِّجَ نادي فلومينينسي ببطولة الدوري الوطني أربع مرّات، آخرُها في الدوري البرازيلي لكرة القدم لعام 2012، كما أحرز كأس البرازيل عام 2007، والدوري البرازيلي الدرجة الثالثة عام 1999، بالإضافة إلى كأس الإنتركونتيننتال لعام 1952.
وفي عام 1949، أصبح فلومينينسي أوَّلَ نادٍ كرويٍّ في العالم يحصل على الكأس الأولمبية، وهي جائزة تُقدِّمها اللجنة الأولمبية الدولية سنويًّا لمؤسَّسة أو هيئة تُساهِم بجدارة ونزاهة في تطوير الحركة الأولمبية.
أمّا على المستوى القارّي، فقد كانت أبرز إنجازاته الفوز ببطولة كوبا ليبرتادوريس لعام 2023، وبطولة ريكوبا سودأمريكانا لعام 2024، إضافةً إلى نَيلهِ وصافة كوبا ليبرتادوريس 2008 وكوبا سود أمريكانا 2009.
"فلومينينسي" هو اسم يُطلَق على السكان الأصليين لولاية ريو دي جانيرو في البرازيل. ويتميّز زيُّه الأساسي بمزيجٍ مُلفِت من ثلاثة ألوان: العنّابيّ، والأبيض، والأخضر، تظهر على شكل خطوط عموديّة، وقد تم اعتمادُه منذ عام 1904.
يحمل النادي عداوات كرويّة تاريخيّة مع عددٍ من أندية المدينة، أبرزها مع فلامنغو في ديربي يُعرَف باسم "كلاسيكو فلافلو"، وكذلك مع بوتافوغو ("كلاسيكو فوفو") وفاسكو دا غاما ("كلاسيكو دوس جيغانتيس").
ويُعَدّ كلاسيكو فلافلو من أعظم مباريات الديربي في البرازيل، إذ شهد أرقامًا قياسية في الحضور الجماهيري، من بينها مباراتان تُعدّان الأعلى حضورًا في تاريخ كرة القدم على مستوى الأندية، حيث بلغ عدد المتفرّجين قرابة 200,000 في ملعب الماراكانا.
الجدير بالذّكر أنّ نادي فلومينينسي هو مهدُ المنتخب البرازيلي لكرة القدم، الذي خاض أوّل مباراة رسميّة له ضمن احتفالات الذكرى الثانية عشرة لتأسيس النادي.

## التاريخ

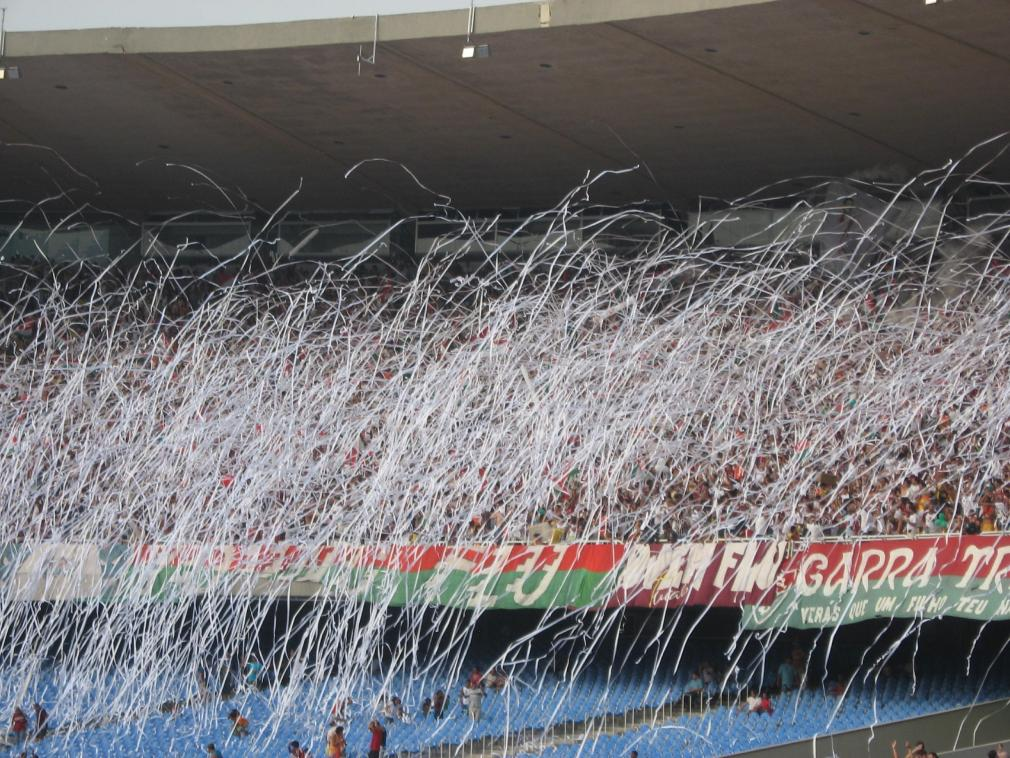
طريقة جماهير فلومينينسي لإستقبال اللاعبين.

تأسس نادي فلومينينسي لكرة القدم في 21 يوليو 1902 في حي لارانجيراس في مدينة ريو دي جانيرو على يد مجموعة من الشباب المتحمسين لكرة القدم بقيادة أوسكار كوكس، وهو برازيلي من أصل إنجليزي كان على اتصال بهذه الرياضة أثناء دراسته في أوروبا. أقيمت المباراة الرسمية الأولى للفريق ضد نادي ريو لكرة القدم البائد، وفاز فيها فلومينينسي بنتيجة 8-0. حصل نادي فلومينينسي على أول لقب له عام 1906 عندما فاز ببطولة كاريوكا.
في عام 1911، أدى الخلاف بين لاعبي فلومينينسي إلى تشكيل فريق فلامينجو لكرة القدم. يعتبر ما يسمى بديربي فلافلو واحدًا من أكبر المباريات في تاريخ كرة القدم البرازيلية. بعد ثلاث سنوات، في ملعب فلومينينسي، ظهر منتخب البرازيل لكرة القدم لأول مرة، ضد نادي إكزتر سيتي الإنجليزي. وهناك أيضًا فازوا بلقبهم الأول في عام 1919. بحلول عام 1922، كان لدى فلومينينسي 4000 عضو، وملعب يتسع لـ 25,000 شخص، ومرافق أثارت إعجاب الأندية في أوروبا.
شهدت السنوات التالية توسعًا في هيمنة النادي في ريو. وظل فلومينينسي غير مسبوق من حيث بطولات الولاية حتى عام 2009. وجاءت الإشادة الدولية في عام 1949 بمنح الكأس الأولمبية، وتم تعزيزه بشكل أكبر في عام 1952 مع تكريم فلومينينسي العالمي بكأس ريو. أثبت النادي نفسه إقليمياً بفوزه بكأسي تورنيو ريو-ساو باولو في عامي 1957 و1960. وتبع ذلك الألقاب الوطنية في أعوام 1970 و1984 و2010 و2012 بكأس تاسا دي براتا والدوري البرازيلي على التوالي، كما حصل على كأس البرازيل في عام 2007. والدوري البرازيلي الدرجة الثالثة في عام 1999. منذ خمسينيات القرن الماضي، ومع إنشاء بطولة ريو ساو باولو، التي أصبحت في نهاية المطاف البطولة الوطنية، أثبت فلومينينسي نفسه إقليميًا بفوزه بلقب البطولة في عامي 1957 و1960. ومنذ الستينيات، بدأت البطولات الوطنية الأولى تقام في البرازيل. وأول لقب وطني لفلومينينسي جاء في عام 1970؛ في ذلك الوقت، كان لدى البرازيل أفضل اللاعبين في كرة القدم العالمية، وجميعهم لعبوا في الأندية البرازيلية. على الرغم من أن فريقه لم يكن ضمن المتنافسين الرئيسيين لهذا الموسم في البرازيل، إلا أن فلومينينسي فاز بالبطولة البرازيلية وتجاوز الفرق القوية في ذلك الوقت مثل سانتوس وبالميراس وكروزيرو.
في السبعينيات، تعاقد فلومينينسي مع العديد من اللاعبين المشهورين مثل ريفيلينو. وفازوا ببطولة الولاية في عامي 1975 و1976. وفي البطولة الوطنية، خسر فلومينينسي في مباريات نصف النهائي أمام إنترناسيونال في عام 1975 وكورينثيانز في عام 1976. أصبح فلومينينسي بطلاً للبرازيل مرة أخرى في عام 1984. وهذه المرة، فازوا ببطولة الولاية في أعوام 1983 و1984 و1985 مع لاعبين مثل رومريتو وريكاردو غوميش وديلي و"كاسال فينتي" أسيس وواشنطن. في نهاية الثمانينيات، تم إنشاء كأس البرازيل، مستوحاة من بطولات الكأس التي أقيمت في الدول الأوروبية. وصل فلومينينسي إلى نهائي كأس البرازيل لأول مرة في عام 1992، لكنه خسر أمام إنترناسيونال دي بورتو أليغري.
أدت حملة كارثية إلى هبوط فلومينينسي من الدوري البرازيلي في عام 1996. ومع ذلك، فإن مجموعة من المناورات السياسية خارج الملعب التي لم يقم بها النادي سمحت لهم بالبقاء في الدوري المحلي الأعلى في البرازيل، ليهبطوا في العام التالي. خرج النادي عن السيطرة تمامًا، وهبط من سيري بي إلى سيري سي في عام 1998. في عام 1999، فاز فلومينينسي ببطولة سيري سي وتم ترقيته إلى سيري بي عندما تمت دعوتهم للمشاركة في كأس جواو هافيلانج، وهي البطولة التي حلت محل الدوري البرازيلي التقليدي في عام 2000. في عام 2001، تقرر أن جميع الأندية التي شاركت في ما يسمى بالمجموعة الزرقاء في كوبا جواو هافيلانج يجب أن تبقى في الدوري البرازيلي.
في أعوام 2002، 2005 و2012، فاز فلومينينسي ببطولة كاريوكا مرة أخرى. في عام 2005، وصل فلومينينسي إلى نهائي كأس البرازيل مرة أخرى، لكنه خسر أمام نادي باوليستا. في عام 2007، فاز فلومينينسي بكأس البرازيل بعد فوزه على نادي فيغورينسي في النهائي، وتم قبوله في كأس ليبرتادوريس مرة أخرى بعد 23 عامًا. شهد موسم النادي وصولهم إلى النهائي وتضمن مباريات رائعة ضد أرسنال دي ساراندي، وساو باولو وبوكا جونيورز. خسر فلومينينسي المباراة النهائية أمام ليغا دو كيتو بركلات الترجيح.
بعد التعاقد مع 27 لاعبًا والخضوع لخمسة مدربين مختلفين في عام 2009، وجد فلومينينسي نفسه يكافح لتجنب هبوط آخر من الدوري البرازيلي. ومع بقاء أقل من ثلث البطولة، كان الاحتمال الرياضي لهبوط النادي هو 98٪. في هذه المرحلة، قرر المدير الفني كوكا الاستغناء عن بعض اللاعبين الأكثر خبرة ومنح شباب فلومينينسي فرصة. هذا، إلى جانب تعافي فريد من إصابة خطيرة والدعم الكبير من الجماهير، لم يسمح فقط بالهروب المثير من الهبوط، بل وضع فلومينينسي أيضًا في نهائي كوبا سودأمريكانا. وللعام الثاني على التوالي، تنافس النادي على الكأس القارية. في تكرار لكأس ليبرتادوريس العام السابق، خسر فلومينينسي المباراة النهائية أمام ليغا دو كيتو.
في عام 2010، فاز فلومينينسي بالبطولة البرازيلية للمرة الثالثة في تاريخه، مسجلاً لقبه الوطني الثالث بعد عامي 1970 و1984. وكان أيضًا اللقب الرابع للمدرب موريسي راماليو خلال عقد من الزمن: فاز راماليو باللقب ثلاث مرات متتالية. مع ساو باولو من 2006 إلى 2008. حصل داريو كونكا على لقب أفضل لاعب في البطولة البرازيلية، بينما كان فريد وواشنطن لاعبين حاسمين في حملة فلومينينسي الفائزة. في 23 مايو 2012، خسر فلومينينسي مباراة التأهل لنصف النهائي أمام بوكا جونيورز الأرجنتيني، لكأس كرة القدم القارية للأندية، كوبا ليبرتادوريس. في وقت لاحق من ذلك العام، في 11 نوفمبر، فازوا بالبطولة البرازيلية الرابعة بعد فوزهم على بالميراس الذي كان قريبًا من الهبوط 3-2. فاز فلومينينسي بالدوري البرازيلي للمرة الرابعة في 11 نوفمبر 2012. في ديسمبر 2013، أدى التعادل مع باهيا في الجولة الأخيرة من الدوري البرازيلي لكرة القدم 2013 إلى هبوط فلومينينسي حسابيًا إلى دوري الدرجة الثانية. ومع ذلك، تسببت التشكيلات المخالفة للقواعد من قبل بورتوغيزا ومنافس فلومينينسي الرئيسي فلامينجو في مباراتيهما ضد غريميو وكروزيرو على التوالي في بخسارة للفريقان 4 نقاط بعد تجربة أمام لجنة تحكيم كرة القدم البرازيلية (STJD). النقاط التي خسرها فلامنجو وبورتوغيزا سمحت لفلومينينسي بالبقاء في دوري الدرجة الأولى البرازيلي، مع هبوط بورتوغيزا وأنهى فلامنجو البطولة باعتباره النادي الأقل تصنيفًا بدون الهبوط.

## السجلات
أعلى نسبة حضور في الماراكانا

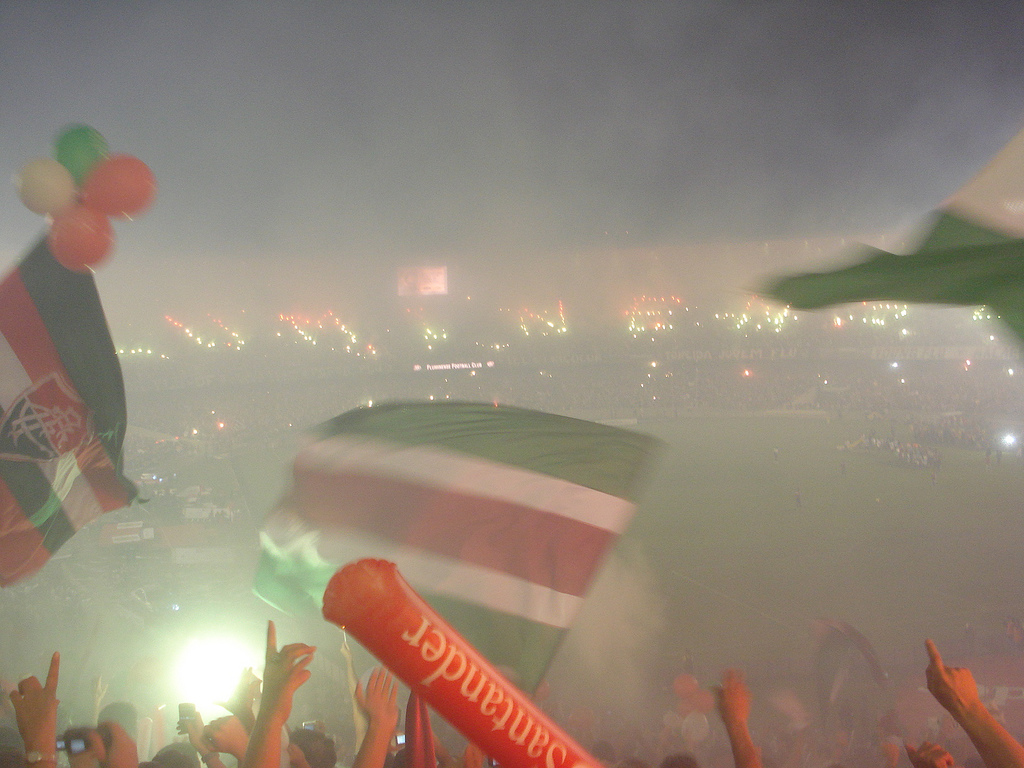
جماهير نادي فلومينينسي يستقبلون اللاعبين بإشعال النيران.

وفقًا لـ RSSSF، كانت هذه أعلى نسبة حضور في مباريات فلومينينسي:
1. فلومينينسي 0-0 فلامنجو (1963): 194,603
2. فلومينينسي 3-2 فلامنجو (1969): 171,599
3. فلومينينسي 1-0 بوتافوجو (1971): 160 ألفًا
4. فلومينينسي 0-0 فلامنجو (1976): 155,116
5. فلومينينسي 1-0 فلامنجو (1984): 153,520
6. فلومينينسي 1-1 كورينثيانز (1976): 146,043

## الدعم
عادةً ما يرتبط أنصار نادي فلومينينسي لكرة القدم بالطبقات العليا في ريو دي جانيرو. ومع ذلك، فإن شعبية النادي تتجاوز حدود المدينة. وقد قدرت استطلاعات الرأي الأخيرة عدد المؤيدين بما يتراوح بين 1.3% و3.7% من سكان البرازيل. تم تسجيل أفضل حضور جماهيري على الإطلاق في مباراة فلومينينسي في 15 ديسمبر 1963 في مباراة ضد فلامينجو. في ذلك اليوم، حضر عدد هائل من الأشخاص بلغ 194.000 شخص إلى ملعب ماراكانا. تظل هذه المناسبة بمثابة الرقم القياسي للملعب لمباراة بين الأندية.

## لائحة الشرف

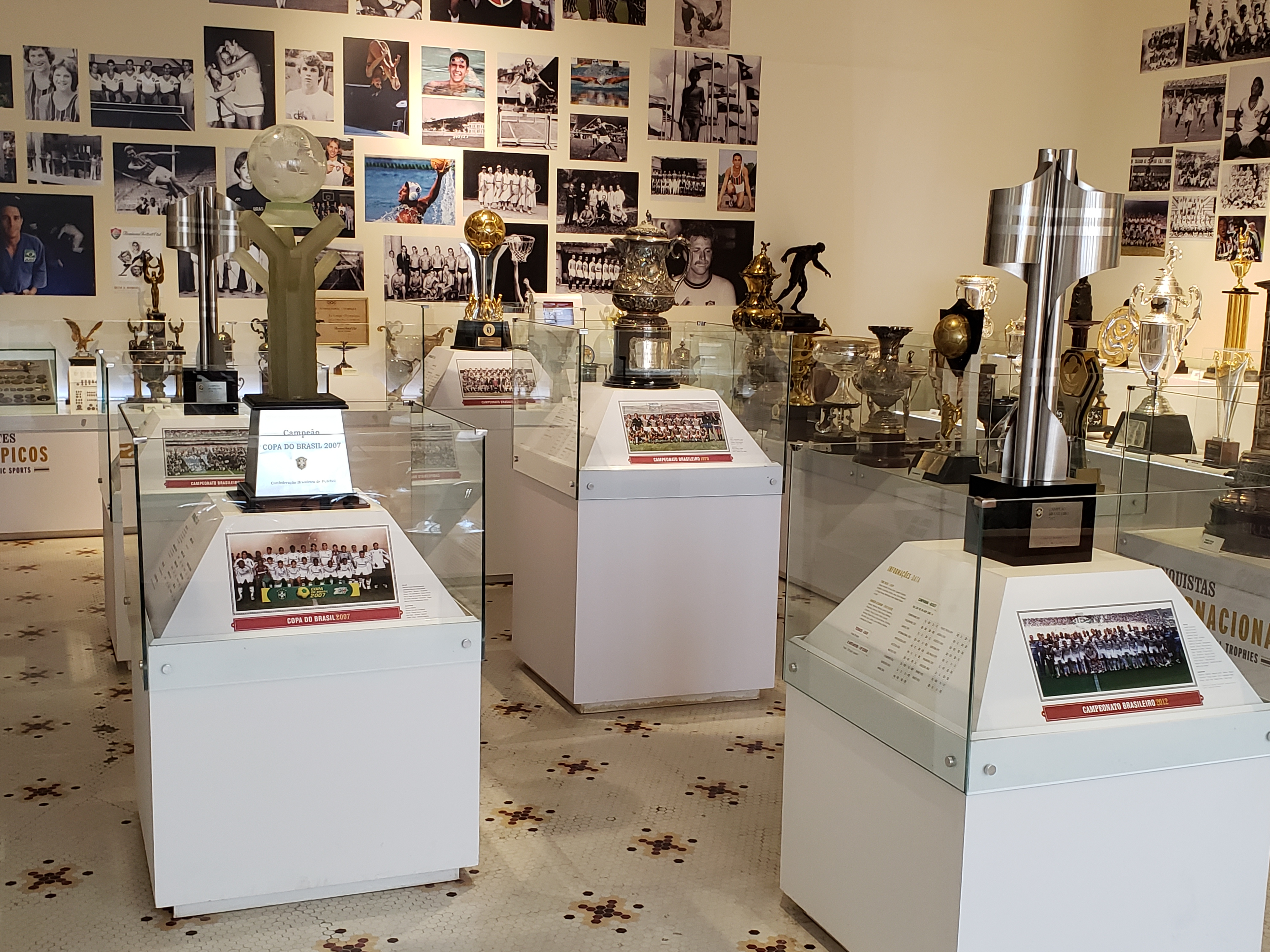
غرفة الجوائز في المقر الرئيسي لفلومينينسي

| الدولي                          | الدولي | الدولي                 |
| المنافسة                        | اللقب  | الموسم                 |
| ------------------------------- | ------ | ---------------------- |
| كوبا ريو                        | 1      | 1952                   |
| كوبا ليبرتادوريس                | 1      | 2023                   |
| ريكوبا سودأميريكانا             | 1      | 2024                   |
| الوطني                          |        |                        |
| المنافسة                        | اللقب  | الموسم                 |
| الدوري البرازيلي الدرجة الأولى  | 4      | 1970، 1984، 2010، 2012 |
| كأس البرازيل                    | 1      | 2007                   |
| الدوري البرازيلي الدرجة الثالثة | 1      | 1999                   |
| بين الولايات                    |        |                        |
| المنافسة                        | اللقب  | الموسم                 |
| بطولة ريو ساو باولو             | 2      | 1957, 1960             |
| Taça Ioduran                    | 1      | 1919                   |
| Primeira Liga                   | 1      | 2016                   |

## وصلات خارجية
- Official Website (بالإنجليزية)
- Flickr: Fluminense Oficial's Photostream – Downloadable Fluminense Photos (بالإنجليزية)
- Fluminense Football Club News at Sambafoot.com  (بالإنجليزية)
- Fluminense F.C. Page at Goal.com  (بالإنجليزية)
- Fluminense F.C. Fan Page at Soccerway (بالإنجليزية)
- Statistics on major competitions (بالبرتغالية)
- Statistics on all matches between 1902 and 2006 (بالبرتغالية)
- NETFLU – Hourly News about Fluminense Football Club (بالبرتغالية)
- YOUNG FLU – Most Famous Organized Fans Fan Page (بالبرتغالية)
- Statistics on the 2009 Série A championship (بالبرتغالية)
- Fluminense F.C. Daily news in Portuguese (بالبرتغالية)
- Fluminense Uruguay Fan Page (بالإسبانية)
- Official Fluminense Football Club Page at FIFA(بالإنجليزية)
- Fluminense Football Club Page at ESPN Global(بالإنجليزية)
- Fluminense F.C. at Page The World Game: News,Results & Tables(بالإنجليزية)